# Götz János
Götz János (Hercegkút, 1941. július 5. – Róma, 1971. december 13.) magyar szobrászművész

## Életútja
Rövid élete ellenére rengeteg szobrot készített, többek között a Vénuszt, az Anya gyermekkelt, a Prométheuszt és a ma egy zalaegerszegi iskola előtt álló Legendát. Továbbá található szobra egy balatonalmádi katolikus templomban is.
Fiatal volt még, amikor ösztönösen elkezdett szobrokat készíteni. (Iskolában gyakran lebújt a pad alá, és ott farigcsált, anélkül, hogy tudta volna mi az a szobrászat). Aztán levelet írt a Szabad Föld című újságnak, és részletesen leírta, hogy miket szokott készíteni (szobrokat), és megkérdezte, van-e ennek neve, és lehet ezt valahol tanulni. A szerkesztő visszaírt neki, hogy ezt szobrászatnak hívják, és a Budapesti Képzőművészeti Főiskolán is lehet tanulni. Götz János ezután jelentkezett a Budapesti Képzőművészeti Főiskolára (1959) és 6 évvel később végzett (1965). Itt a szobrász szakon Szabó Iván volt a mestere. A diploma megkapása után a Szépművészeti Múzeumban dolgozott szobrász-restaurátorként. Korai műveire Medgyessy Ferenc és Ferenczy Béni hatottak (Kis lovas, 1966; Hajnal, 1967; Testvérpár, 1968.) Szobrászata a klasszikus tradíciókhoz kötődik, ugyanakkor erősen expresszíven, tömbszerűen formáz, érzelmi, hangulati elemeket ragad meg. 1971-ben kiutazott Rómába megtekinteni a Sixtusi kápolnát és Michelangelo más műveit.
Rómában érte a korai halál, szülőfalujában temették el.

## Munkáiból
- Kassa István portréja (1968, Veszprém, Veszprémi Vegyipari Egyetem);
- Élet (vörösréz lemez, dombormű, 1969, Fővárosi Művelődési Ház, Budapest);
- Legenda (1970, Zalaegerszeg)
- Szűz Mária (fa, 1970, Balatonalmádi);
- Szent Borbála (vörösréz lemez, 1971, Budapest, Hentes utcai Kápolna);
- Ivó szarvas (bronz, Szekszárd, Gemenc Szálló előtt);
- Nyújtózkodó (1971, felállítás 1972, Sátoraljaújhely).

## Kiállításai és emlékkiállításai
- 1966 • XIII. Vásárhelyi Őszi Tárlat, Hódmezővásárhely;
- 1967 • Képzőművészeti főiskolások kiállítása, Hódmezővásárhely;
- 1968 • Dolgozó emberek között, Ernst Múzeum, Budapest;
- 1969 • Egervár '69, Zalaegerszeg • Stúdió '69, Ernst Múzeum, Budapest • Ferencvárosi Pincetárlat;
- 1970 • Hét fiatal művész tárlata, Kecskemét • Egervár '70, Zalaegerszeg • Stúdió '70, Ernst Múzeum, Budapest;
- 1971 • Ötök, Műcsarnok Kamaraterme, Budapest • Egervár '71, Zalaegerszeg • Stúdió '71, Ernst Múzeum, Budapest • Vadászati Világkiállítás, Műcsarnok, Budapest
- 1972 • Stúdió '72, Ernst Múzeum, Budapest
- 1974 • Vásárhelyi Tárlatok, Magyar Nemzeti Galéria, Budapest.
- 1973 • Emlékkiállítás, Magyar Nemzeti Galéria, Budapest;
- 1986 • Emlékkiállítás, Sárospataki Képtár, Sárospatak (kat.) • Mini Galéria, Miskolc;
- 1997 • Emlékkiállítás, MOL RT. Galéria, Szolnok (kat.).
- 2014 • „Kölcsön-hatások – festmények, szobrok” című kiállítás a budapesti Vízivárosi Galériában, ahol Götz János, Jándi Zsuzsanna, Götz Johanna alkotásai kerültek bemutatásra, a kiállítást megnyitotta Pataki Ferenc[1]

## Művei közgyűjteményekben
- Göcsej Múzeum, Zalaegerszeg;
- Magyar Nemzeti Galéria, Budapest;
- Tornyai János Múzeum, Hódmezővásárhely.